# Indotritia zangherii
Indotritia zangherii är en kvalsterart som beskrevs av Sandór Mahunka och Giulio Paoletti 1984. Indotritia zangherii ingår i släktet Indotritia och familjen Oribotritiidae. Inga underarter finns listade i Catalogue of Life.